# Buscot
Buscot – wieś w Anglii, w hrabstwie Oxfordshire, w dystrykcie Vale of White Horse. Leży 30 km na zachód od Oksfordu i 109 km na zachód od Londynu. W 2001 miejscowość liczyła 176 mieszkańców.